# چیدن باله‌کوسه

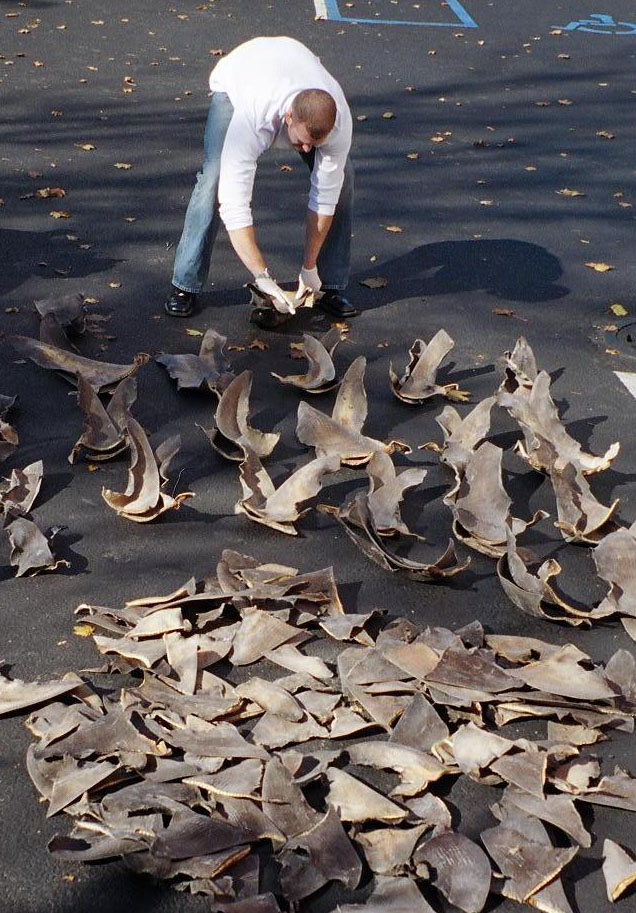
نماینده NOAA باله‌های کوسه ضبط شده را شمارش می‌کند

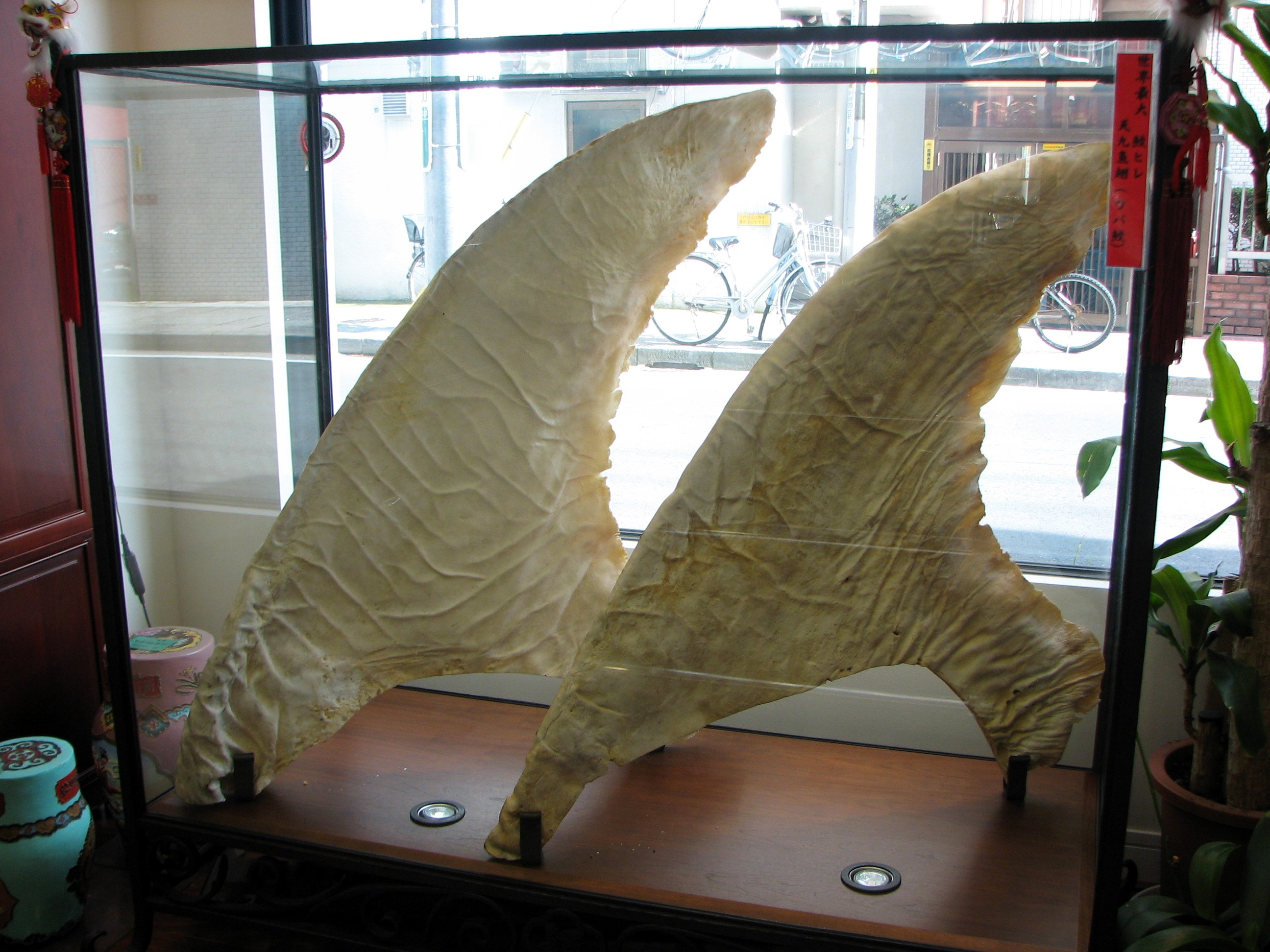
باله‌های کوسه در داروخانه‌ای در یوکوهامای ژاپن به نمایش گذاشته شده

به عملی که طی آن صیادان باله‌های کوسه‌ها را قطع می‌کنند Shark finning گفته می‌شود. این کار درحالی انجام می‌شود که کوسه‌ها هنوز در هنگام دور انداختن و برگشت به اقیانوس زنده هستند ولی بدون باله!
این کوسه‌ها بخاطر نداشتن باله دیگر قادر به شنا بصورت مؤثر نخواهند بود و به اعماق اقیانوس فرومی‌روند و آنجا یا در اثر اختناق جان‌باخته یا خوراک شکارچیان دیگر می‌شوند. با توجه به ارزشمند بودن باله‌کوسه نسبت به بدن آن، چیدن باله‌کوسه بر روی آب به کشتی‌های صیادان این امکان را می‌دهد که تعداد بسیار زیادی از آنها را با خود حمل کنند چراکه بدن کوسه سنگین بوده و حمل آن به صرفه نمی‌باشد. برخی از کشورها این عمل را ممنوع کرده و می‌بایست قبل از برچیدن باله‌کوسه تمامی بدن حیوان به بندر انتقال داده شود.
Shark finning از سال ۱۹۹۷ تا حد زیادی به دلیل افزایش تقاضا برای باله کوسه برای سوپ باله کوسه و درمان‌های سنتی بخصوص در چین و سرزمین‌های آن و در نتیجه بهبود فناوری ماهیگیری و گسترش بازارفروش افزایش یافته‌است. گروه ویژهٔ کوسه‌ها در اتحادیه بین‌المللی حفاظت از طبیعت می‌گوید که Shark finning بسیار گسترده‌است و افزایش تجارت روزافزون این کالا یکی از تهدیدات جدی برای جمعیت کوسه‌ها می‌باشد.
ارزش جهانی تخمین زده شده برای این تجارت از ۵۴۰ میلیون دلار تا ۱۲۰۰ میلیون دلار در سال ۲۰۰۷ می‌باشد.
بالهٔ کوسه یکی از گران‌قیمت‌ترین محصولات دریایی بوده و قیمت خرده‌فروشی هر کیلو از آن ۴۰۰ دلار می‌باشد.
در ایالات متحده، جایی که چیدن باله‌کوسه ممنوع است، بعضی خریداران به باله نهنگ‌کوسه و کوسهٔ آفتاب‌خوار روآورده‌اند که با پرداخت مبلغی مابین ۱۰ تا بیست هزار دلار برای هر باله، از آنها بعنوان یادگاری یا سوغاتی استفاده می‌کنند.